# Allophyes subcapucina
Allophyes subcapucina là một loài bướm đêm trong họ Noctuidae.